# A West Lake Moment
Pour plus de détails, voir Fiche technique et Distribution.
A West Lake Moment (Yuan yang hu die) est un film chinois réalisé par 
Yang Zi et Yim Ho, sorti en 2004.
Réalisé et sorti en 2004 dans la Région Administrative Spéciale de Hong-Kong (Chine Populaire), le film A West Lake Moment (en Mandarin 鸳鸯蝴蝶 , translittération Yuan yang hu die : littéralement "Canard mandarin et papillon") est une comédie psychologique romantique mise en scène par Yang Zi (qui par ailleurs est actrice) et Yim Ho, avec dans les rôles principaux Chen Kun, (également nommé Aloys Chen), Zhou Xun et Linq Yim.
Aloys Chen et Zhou Xun avaient déjà tenu ensemble les rôles d'amoureux dans les films Balzac et la Petite Tailleuse chinoise et Baober in Love (en) (Baober amoureuse).

## Synopsis
Xiao Yu (Zhou Xun) tient un café-maison de thé à Hangzhou, où elle mène une existence paisible en compagnie de son ami et associé Tong (Linq Yim). Le fait d'avoir survécu tous deux à un accident de voiture les a réuni voici bien longtemps. Les sentiments de Tong ont évolué et il est devenu amoureux de la jeune femme.
Or un jour, Ah Qin vient célèbrer seul son anniversaire, dans ce café. La curiosité de Xiao Yu aidant, les deux jeunes gens commencent à bavarder et se rendent compte qu'ils ont beaucoup de choses en commun. Les conversations, au sein de cette ambiance détendue et d'une musique douce, font affleurer les passions enfouies au plus profond d'eux-mêmes. 
Mais, Qin a fui Pékin pour échapper aux pressions de son entourage - et de sa fiancée - tandis que Xiao Yu est liée, par habitude et souci de sécurité, à un amant américain et craint de décevoir Tong Xiao avec qui elle a une relation fraternelle … Quels vont être leurs choix ? À qui devraient-ils être fidèles ?

## Fiche technique
- Titre : A West Lake Moment
- Titre original : Yuan yang hu die
- Réalisation : Yang Zi et Yim Ho
- Scénario : Yim Ho et Zheng Xiao
- Production : Inconnu
- Musique : Ling Yim et Fernando Martinez
- Photographie : Poon Hang-Sang (en)
- Montage :
- Pays d'origine : Chine
- Format : couleurs - 1,85:1 - stéréo - 35 mm
- Genre : comédie romantique
- Durée : 112 minutes
- Date de sortie :
  -  Chine : 2004

## Distribution
- Chen Kun : Ah Qin, l'héroïne féminine
- Zhou Xun : Xiao Yu, le héros masculin
- Linq Yim : Tong, l'associé fraternel amoureux
- Ling Yan
- Yan Xiang
- Zhang Yue

## Distinctions
- Nomination au prix du meilleur scénario et meilleur acteur pour Chen Kun, lors du Golden Horse Film Festival en 2005.